# دانشگاه اقتصاد مدیریت
دانشگاه اقتصاد مدیریت (HdWM) که با نام دانشگاه مطالعات کاربردی مدیریت نیز شناخته می شود، یک دانشگاه خصوصی است که در تاریخ 4 آوریل سال 2011 در شهر مانهایم آلمان افتتاح شده است.

## آشنایی با دانشگاه
بخشی از رسالت این دانشگاه، پیوند شرکت ها با فضای آموزشی و پژوهشی است تا پروژه های تحقیقاتی و موسسات با موضوعات کاربردی در بازار کار هماهنگ شوند. ساختمان HdWM در محوطه آموزشی جدید در محل سابق کمپانی Joseph Vögele AG در مانهایم واقع شده است. سالن های درسی مازاد این دانشگاه در ساختمان جدید انستیتو گوته، درست در مجاورت دانشگاه واقع شده است.

## دوره های آموزشی
دانشگاه HdWM هشت دوره ارائه می دهد. پنج دوره از این هشت دوره در مقطع کارشناسی (BA / B.Sc.) در مدیریت کسب و کار با تمرکز بر گرایش های مشاوره و مدیریت فروش، مدیریت و حاکمیت شرکتی، مدیریت در تجارت بین‌الملل، مددکاری اجتماعی - مدیریت ادغام، و روانشناسی و مدیریت ارائه می شوند.
از این میان، دوره مدیریت و حاکمیت شرکتی به عنوان دوره ای همراه با آموزش عملی برگزار می شود که پس از طی کردن هشت ترم تحصیلی به صورت آموزش دوگانه، منجر به اخذ مدرک کارشناسی می گردد.
این دانشگاه همچنین مقطع کارشناسی ارشد مدیریت کسب و کار را با سه گرایش تحصیلی مدیریت فروش بین الملل، مدیریت منابع انسانی (تحول فرهنگی) و مدیریت فناوری اطلاعات کسب کرد. این دوره به زبان های آلمانی و انگلیسی برگزار می گردد.
علاوه بر این ها، دانشگاه HdWM دوره کارشناسی ارشد روانشناسی کسب و کار (M.Sc. روانشناسی کسب و کار با تمرکز بر روانشناسی سازمانی) را ارائه می دهد.
لازم به ذکر است تمامی دوره های ارائه شده در این دانشگاه توسط دو سازمان FIBAA و AHPGS معتبر شناخته می شوند.
دوره لیسانس در این دانشگاه به دو بخش تقسیم می شود: 1) مرحله مقدماتی که از ترم یک تا ترم سوم به طول می انجامد و در آن مبانی نظری و تئوری های درسی آموزش داده می شود؛ 2) مرحله عملی که از ترم چهارم تا ترم ششم را دربر می گیرد و بخش عملیاتی تحصیل دانشجو را تشکیل می دهد. در مقطع کارشناسی ارشد، اهمیت زیادی به کاربرد عملی داده می شود و دوره های کارآموزی 2 الی 2 و نیم روزه جهت ورود دانشجویان به زندگی حرفه ای برگزار می گردند. دوره های کارشناسی ارشد در این دانشگاه 3 الی 4 ترم به طول می انجامند.

## ادامه تحصیل
دانشگاه HdWM آموزش هایی را فراتر از سطح آکادمیک ارائه می دهد که در آن می توانید انواع مختلفی از گواهینامه ها را دریافت کنید. این دوره ها از «مدیریت ادغام در سیستم کار»، ویژه کارکنان مراکز کاریابی، تا دوره «رهبری و مدیریت در خدمات شهرداری» را شامل می شوند.

## بخش پژوهشی
اولویت های تحقیقاتی دانشجویان در این دانشگاه باید موضوعات مرتبط با شرکت و بازار کار باشد. همچنین باید بر اساس الزامات بازار کار در منطقه شهری راین-نکار آلمان در نظر گرفته شود. تقریبا تمام دوره های لیسانس یک ماژول تحقیقاتی ویژه را برای دانشجویان ترتیب می دهند.

## حامیان مالی و شرکا
متولی این دانشگاه، موسسه Hochschule der Wirtschaft für Management gGmbH بوده که همنام دانشگاه است و 75 درصد از سهام این شرکت متعلق به انجمن Internationaler Bund (IB) است. دیگر سهامداران این دانشگاه شرکت WBS Training AG، گروه شرکت‌های Kiry و موسسه آلمانی-ترکیه ای کار و آموزش (.Deutsch -Türkisches Institut für Arbeit und Bildung e.V) هستند.
HdWM در حال حاضر با بیش از 50 شرکت ملی و بین المللی همکاری و شراکت آموزشی دارد. همچنین این دانشگاه قراردادهای آموزشی متعددی با دانشگاه ها و موسسات آموزشی سراسر جهان برقرار نموده است. از جمله این دانشگاه ها می توان به دانشگاه بین المللی تونس (UIT)، دانشگاه Hefei چین، موسسه مبادلات آکادمیک آلمان (DAAD)، دانشگاه John Moores لیورپول، دانشگاه UCSB کالیفرنیا، دانشگاه Sapienza رم، مدرسه کسب و کار تهران (TBS) و دانشگاه Bilgi استامبول اشاره کرد.

## لینک های وب
- سایت رسمی دانشگاه

## فهرست منابع
1. ↑  «Akkreditierungsbericht Soziale Arbeit - Integrationsmanagement» (PDF).
2. ↑  «Akkreditierungsbericht Psychologie und Management» (PDF).
3. ↑  «Akkreditierungsbericht Master Business Management» (PDF).
4. ↑  «Akkreditierungsbericht Master Wirtschaftspsychologie» (PDF).